# Basket-ball aux Jeux olympiques d'été de 1956
Navigation
Helsinki 1952 Rome 1960
Résultats du tournoi de basket-ball aux Jeux olympiques d'été de 1956 à Melbourne.

## Médaillés
| Or | Argent | Bronze |
| États-Unis K.C. Jones Burdie Haldorson Carl Cain Gilbert Ford Richard Boushka Jim Walsh Chuck Darling Billy Evans Bill Hougland Robert Jeangerard Bill Russell Ron Tomsic | URSS Arkadi Bochkaryov Maigonis Valdmanis Viktor Zoubkov Jānis Krūmiņš Algirdas Lauritėnas Valdis Muižnieks Yuri Ozerov Kazys Petkevičius Michail Semyonov Stasys Stonkus Michail Studenezki Vladimir Torban | Uruguay Carlos Blixen Ramiro Cortés Héctor Costa Nelson Chelle Nelson Demarco Héctor García Carlos González Gallo Sergio Matto Óscar Moglia Raúl Mera Ariel Olascoaga Milton Scarón |

## Classement final
1. États-Unis
2. URSS
3. Uruguay
4. France
5. Bulgarie
6. Brésil
7. Philippines
8. Chili
9. Canada
10. Japon
11. Chine
12. Australie
13. Singapour
14. Corée du Sud
15. Thaïlande

## Tour final
|  | Tour de classement | Tour de classement |            |    | 1re place | 1re place |
|  | Tour de classement | Tour de classement |            |    | 1re place | 1re place |
|  |                    |                    |            |    |           |           |
|  |                    |                    |            |    |           |           |
|  |                    |                    |            |    |           |           |
|  | Uruguay            | 38                 |            |    |           |           |
|  | Uruguay            | 38                 |            |    |           |           |
|  | États-Unis         | 101                |            |    |           |           |
|  | États-Unis         | 101                | États-Unis | 89 |           |           |
|  |                    |                    | États-Unis | 89 |           |           |
|  |                    | URSS               | 55         |    |           |           |
|  | France             | URSS               | 55         | 49 |           |           |
|  | France             |                    |            | 49 |           |           |
|  | URSS               | 56                 |            |    |           |           |
|  | URSS               | 56                 | 3e place   |    |           |           |
|  |                    |                    |            |    |           |           |
|  |                    |                    |            |    |           |           |
|  |                    |                    |            |    |           |           |
|  | Uruguay            | 71                 |            |    |           |           |
|  | Uruguay            | 71                 |            |    |           |           |
|  | France             | 62                 |            |    |           |           |
|  | France             | 62                 |            |    |           |           |